# La Dorsale
La Dorsale är en bergstopp i Antarktis. Den ligger i Östantarktis. Frankrike gör anspråk på området. Toppen på La Dorsale är 33 meter över havet.
Terrängen runt La Dorsale är kuperad åt sydost, men norrut är den platt. Havet är nära La Dorsale norrut. Trakten är obefolkad. Det finns inga samhällen i närheten.